# نوردان کاراگوز
نوردان کاراگوز (ترکی استانبولی: Nurdan Karagöz؛ زادهٔ ۲۵ ژانویهٔ ۱۹۸۷) وزنه‌بردار زن اهل ترکیه است.
وی در مسابقات کشوری و بین‌المللی در مجموع برندهٔ ۲ مدال نقره، ۱ مدال برنز شده‌است.